# Список наград и номинаций франшизы «Звёздный путь»
«Звёздный путь» (англ. Star Trek, Стартрек) — американская научно-фантастическая медиафраншиза, основанная на научно-фантастическом телесериале, созданном Джином Родденберри. Первый телевизионный сериал, названный «Звёздный путь» и теперь известный как «Оригинальный сериал», дебютировал 8 сентября 1966 года и выходил в эфир в течение трех сезонов на канале NBC.
Из различных наград в области научной фантастики за драму только премия Хьюго восходит к оригинальному сериалу. В 1968 году все пять номинаций на премию Хьюго были индивидуальными эпизодами «Звёздного пути», как и три из пяти номинаций в 1967 году. Единственный сериалы «Звёздного пути», которые не получали номинацию на премию Хьюго, - это Анимационный сериал и «Вояджер», однако «Оригинальный сериал» и «Следующее поколение» выигрывали по два раза. Ни один художественный фильм «Звёздного пути» никогда не получал премию Хьюго. В 2008 году фанатский эпизод «Звездный путь: Новые путешествия» «Мир и время» был номинирован на премию Хьюго за лучшую короткометражную драму.
Звёздный путь (2009) получил премию «Оскар» за лучший грим и причёски. Это первая премия Оскар за франшизу Звездный путь: со времен первого фильма «Звездного пути» 1979 года было шестнадцать номинаций: три за Звёздный путь (1979), четыре за Звёздный путь IV: Дорога домой, две за Звёздный путь VI: Неоткрытая страна, одну за Звёздный путь: Первый контакт, четыре за «Звёздный путь» (2009), одну за Стартрек: Возмездие и одну за Стартрек: Бесконечность.
Звёздный путь: Фильм получил номинацию на Золотой глобус за Лучшую музыку к фильму, это единственный раз когда «Звёздный путь» номинировался на Золотой глобус.
Единственным актёром из Звездного пути кто получал номинацию на премию Эмми был Леонард Нимой. За роль Спока в «Оригинальном сериале» Нимой три раза номинировался на премию «Эмми» за лучшую мужскую роль второго плана в драматическом телесериале.

## Награды и звания

### Премия «Оскар»
| Год  | Категория                       | Фильм                               | Номинант(ы)                                                                                           | Результат | Пр.   |
| ---- | ------------------------------- | ----------------------------------- | --- | --------- | ----- |
| 1980 | Лучшие декорации                | Звёздный путь: Фильм                | Харольд Микелсон, Джо Дженнингс, Леон Харрис, Джон Валлоне (постановщики), Линда Дессенна (декоратор) | Номинация | [ 3 ] |
| 1980 | Лучшие визуальные эффекты       | Звёздный путь: Фильм                | Дуглас Трамбалл, Джон Дайкстра, Ричард Юрисич, Роберт Суорт, Дэйв К. Стюарт, Грант Маккьюн            | Номинация | [ 3 ] |
| 1980 | Лучшая музыка к фильму          | Звёздный путь: Фильм                | Джерри Голдсмит                                                                                       | Номинация | [ 3 ] |
| 1987 | Лучшая музыка к фильму          | Звёздный путь IV: Дорога домой      | Леонард Розенман                                                                                      | Номинация | [ 4 ] |
| 1987 | Лучшая операторская работа      | Звёздный путь IV: Дорога домой      | Дональд Питерман                                                                                      | Номинация | [ 4 ] |
| 1987 | Лучший звук                     | Звёздный путь IV: Дорога домой      | Терри Портер, Дэвид Дж. Хадсон, Мел Меткалф, Джин С. Кантамесса                                       | Номинация | [ 4 ] |
| 1987 | Лучший монтаж звуковых эффектов | Звёздный путь IV: Дорога домой      | Марк А. Манджини                                                                                      | Номинация | [ 4 ] |
| 1992 | Лучший монтаж звуковых эффектов | Звёздный путь VI: Неоткрытая страна | Джордж Уоттерс II, Ф. Хадсон Миллер                                                                   | Номинация | [ 5 ] |
| 1992 | Лучший грим и причёски          | Звёздный путь VI: Неоткрытая страна | Майкл Миллс, Эдвард Френч, Ричард Снелл                                                               | Номинация | [ 5 ] |
| 1997 | Лучший грим и причёски          | Звёздный путь: Первый контакт       | Майкл Уэстмор, Скотт Уилер, Джейк Гарбер                                                              | Номинация | [ 6 ] |
| 2010 | Лучший грим и причёски          | Звёздный путь                       | Барни Бурман, Минди Холл, Джоэл Харлоу                                                                | Победа    | [ 7 ] |
| 2010 | Лучший звуковой монтаж          | Звёздный путь                       | Марк Стокингер и Алан Рэнкин                                                                          | Номинация | [ 7 ] |
| 2010 | Лучший звук                     | Звёздный путь                       | Анна Белмер, Энди Нельсон и Питер Дж. Девлин                                                          | Номинация | [ 7 ] |
| 2010 | Лучшие визуальные эффекты       | Звёздный путь                       | Роджер Гайетт, Рассел Эрл, Пол Кэвэн и Барт Далтон                                                    | Номинация | [ 7 ] |
| 2014 | Лучшие визуальные эффекты       | Стартрек: Возмездие                 | Роджер Гайетт, Патрик Табач, Бен Гроссман и Бёрт Далтон                                               | Номинация | [ 8 ] |
| 2017 | Лучший грим и причёски          | Стартрек: Бесконечность             | Джоэл Харлоу и Ричард Алонсо                                                                          | Номинация | [ 9 ] |

### Премия «Золотой глобус»
| Год  | Категория              | Фильм                | Номинант(ы)     | Результат |
| ---- | ---------------------- | -------------------- | --------------- | --------- |
| 1980 | Лучшая музыка к фильму | Звёздный путь: Фильм | Джерри Голдсмит | Номинация |

### Премия «Эмми»
| Год       | Категория                           | Сериал                                                           | Номинант(ы)                                                                                             | Результат |
| --------- | ----------------------------------- | ---------------------------------------------------------------- | --- | --------- |
| 1988—1989 | Лучший грим в телесериале           | Звёздный путь: Следующее поколение, «Заговор»                    | Вернер Кепплер, Майкл Вестмор, Джеральд Квист                                                           | Победа    |
| 1988—1989 | Лучшие костюмы в телесериале        | Звёздный путь: Следующее поколение, «Большой гуд-бай»            | Вильям Вор Тайсс                                                                                        | Победа    |
| 1988—1989 | Лучший монтаж звука в телесериале   | Звёздный путь: Следующее поколение, «11001001»                   | Билл Вистром, Уилсон Дайер, Мэтисон Мейс, Джеймс Волвингтон, Джерри Сакман, Кит Билдербек               | Победа    |
| 1988—1989 | Лучшие прически в телесериале       | Звёздный путь: Следующее поколение, «Убежище»                    | Ричард Сэйбр                                                                                            | Номинация |
| 1988—1989 | Лучший грим в телесериале           | Звёздный путь: Следующее поколение, «Выросший»                   | Майкл Вестмор, Вернер Кепплер, Джеральд Квист, Рольф Джон Кепплер                                       | Номинация |
| 1988—1989 | Лучший фильм в телесериале          | Звёздный путь: Следующее поколение, «Большой гуд-бай»            | Эдвард Р. Браун                                                                                         | Номинация |
| 1988—1989 | Лучший звук в телесериале           | Звёздный путь: Следующее поколение, «Где никто не был прежде»    | Крис Хейр, Даг Дэйви, Джерри Клеманс, Алан Бернар                                                       | Номинация |
| 1989—1990 | Лучший монтаж звука в телесериале   | Звёздный путь: Следующее поколение, «Кто такой Кью»              | Билл Вистром, Джеймс Волвингтон, Мэтисон Мак, Уилсон Дайер, Гай Цуджимото, Джерри Сакман                | Победа    |
| 1989—1990 | Лучшее сведение звука в телесериале | Звёздный путь: Следующее поколение, «Кто такой Кью»              | Крис Хейр, Даг Дэйви, Ричард Л. Моррисон, Алан Бернард                                                  | Победа    |
| 1989—1990 | Лучшие причёски в телесериале       | Звёздный путь: Следующее поколение, «Неестественный отбор»       | Ричард Сэйбр, Джорджина Уильямс                                                                         | Номинация |
| 1989—1990 | Лучший грим в телесериале           | Звёздный путь: Следующее поколение, «Вопрос чести»               | Майкл Вестмор, Джеральд Квист, Жанна Филлипс                                                            | Номинация |
| 1989—1990 | Лучшую музыку в телесериале         | Звёздный путь: Следующее поколение, «Дитя»                       | Дэннис Маккарти                                                                                         | Номинация |
| 1989—1990 | Лучшие спецэффекты в телесериале    | Звёздный путь: Следующее поколение, «Кто такой Кью»              | Дэн Карри, Рональд В. Мур, Питер В. Мойер, Стив Цене                                                    | Номинация |
| 1989—1990 | Лучший художник в телесериале       | Звёздный путь: Следующее поколение, «Элементарно, дорогой Дейта» | Ричард Д. Джеймс, Джим Меес                                                                             | Номинация |
| 1989—1990 | Лучшие костюмы в телесериале        | Звёздный путь: Следующее поколение, «Элементарно, дорогой Дейта» | Даринда Вуд, Вильям Вор Тайсс                                                                           | Номинация |
| 1990—1991 | Лучший грим в телесериале           | Звёздный путь: Следующее поколение, «Верность»                   | Майкл Вестмор, Джеральд Квист, Джун Уэстмор, Хэнк Эддс, Даг Дрекслер, Джон Каглайн Младший, Рон Уолтерс | Номинация |
| 1993—1994 | Лучший драматический сериал         | Звёздный путь: Следующее поколение                               | | Номинация |

### Дневная премия «Эмми»
| Год  | Категория               | Сериал                             | Номинант(ы)              | Результат |
| ---- | ----------------------- | ---------------------------------- | ------------------------ | --------- |
| 1974 | Лучший сериал для детей | Звёздный путь: Анимационный сериал | Лу Шаймер, Норм Прескотт | Номинация |
| 1975 | Лучший сериал для детей | Звёздный путь: Анимационный сериал | Лу Шаймер, Норм Прескотт | Победа    |

### Премия «Хьюго»
| Год  | Категория                        | Фильм или сериал                   | Номинант(ы) | Результат |
| ---- | -------------------------------- | ---------------------------------- | --- | --------- |
| 1980 | Лучшая постановка                | Звёздный путь: Фильм               | Роберт Уайз (режиссер) Гарольд Ливингстон (сценарий) Алан Дин Фостер (сюжет) Джин Родденберри (сюжет)                                   | Номинация |
| 1983 | Лучшая постановка                | Звёздный путь 2: Гнев Хана         | Николас Мейер (сценарий, режиссура) Джек Б. Совардс (сюжет, сценарий) Харви Беннетт (сюжет) Сэмюэл А. Пиплз (сюжет)                     | Номинация |
| 1985 | Лучшая постановка                | Звёздный путь 3: В поисках Спока   | Леонард Нимой (режиссер) Харви Беннетт (сценарист)                                                                                      | Номинация |
| 1987 | Лучшая постановка                | Звёздный путь 4: Путешествие домой | Леонард Нимой (сюжет, режиссер) Стив Мирсон (сценарий) Питер Крайкс (сценарий) Харви Беннетт (сюжет, сценарий) Николас Мейер (сценарий) | Номинация |
| 1988 | Лучшая постановка                | Звёздный путь: Следующее поколение | «Встреча в дальней точке» | Номинация |
| 1992 | Лучшая постановка                | Звёздный путь 6: Неоткрытая страна | Николас Мейер (сценарист/режиссер) Денни Мартин Флинн (сценарист) Леонард Нимой (сюжет) Лоуренс Коннер (сюжет) Марк Розенталь (сюжет)   | Номинация |
| 1993 | Лучшая постановка                | Звёздный путь: Следующее поколение | «Внутренний свет» | Победа    |
| 1995 | Лучшая постановка                | Звёздный путь: Следующее поколение | «Все блага мира» | Победа    |
| 1995 | Лучшая постановка                | Звёздный путь: Поколения           | Дэвид Карсон (режиссер) Рональд Д. Мур (сюжет/сценарий) Брэннон Брага (сюжет/сценарий) Рик Берман (сюжет)                               | Номинация |
| 1996 | Лучшая постановка                | Звёздный путь: Глубокий космос 9   | «Посетитель» | Номинация |
| 1997 | Лучшая постановка                | Звёздный путь: Глубокий космос 9   | «Испытание трибблами» | Номинация |
| 1997 | Лучшая постановка                | Звёздный путь: Первый контакт      | Джонатан Фрейкс (режиссура) Брэннон Брага (сюжет/сценарий) Рональд Д. Мур (сюжет/сценарий) Рик Берман (сюжет)                           | Номинация |
| 1999 | Лучшая постановка                | Звёздный путь: Восстание           | Джонатан Фрейкс (режиссёр) Майкл Пиллер (сюжет/сценарий) Рик Берман (сюжет)                                                             | Номинация |
| 2003 | Лучшая постановка, Малая форма   | Звёздный путь: Энтерпрайз          | «Карбон Крик» | Номинация |
| 2003 | Лучшая постановка, Малая форма   | Звёздный путь: Энтерпрайз          | «Ночь в медотсеке» | Номинация |
| 2008 | Лучшая постановка, Малая форма   | Star Trek: New Voyages             | «Мир и время» | Номинация |
| 2010 | Лучшая постановка, Крупная форма | Звёздный путь                      | Дж. Дж. Абрамс (режиссёр), Роберто Орси (сценарий), Алекс Куртцман (сценарий)                                                           | Номинация |

### Премия «Сатурн»
| Год  | Категория                                                                | Фильм или сериал                                | Номинант(ы)                                             | Результат |
| ---- | ------------------------------------------------------------------------ | ----------------------------------------------- | ------------------------------------------------------- | --------- |
| 1980 | Лучший научно-фантастический фильм                                       | Звёздный путь: Фильм                            |                                                         | Номинация |
| 1980 | Лучший киноактёр                                                         | Звёздный путь: Фильм                            | Уильям Шетнер                                           | Номинация |
| 1980 | Лучшая киноактриса                                                       | Звёздный путь: Фильм                            | Персис Хамбатта                                         | Номинация |
| 1980 | Лучший киноактёр второго плана                                           | Звёздный путь: Фильм                            | Леонард Нимой                                           | Номинация |
| 1980 | Лучшая киноактриса второго плана                                         | Звёздный путь: Фильм                            | Нишель Николс                                           | Номинация |
| 1980 | Лучший режиссёр                                                          | Звёздный путь: Фильм                            | Роберт Уайз                                             | Номинация |
| 1980 | Лучшая музыка                                                            | Звёздный путь: Фильм                            | Джерри Голдсмит                                         | Номинация |
| 1980 | Лучшие костюмы                                                           | Звёздный путь: Фильм                            | Роберт Флетчер                                          | Номинация |
| 1980 | Лучший грим                                                              | Звёздный путь: Фильм                            | Фред Б. Филлипс, Жанна Филлипс, Ве Нилл                 | Номинация |
| 1980 | Лучшие спецэффекты                                                       | Звёздный путь: Фильм                            | Дуглас Трамбулл, Джон Дайкстра, Ричард Юричич           | Победа    |
| 1983 | Лучший научно-фантастический фильм                                       | Звёздный путь 2: Гнев Хана                      |                                                         | Номинация |
| 1983 | Лучшему актёру кино                                                      | Звёздный путь 2: Гнев Хана                      | Уильям Шетнер                                           | Победа    |
| 1983 | Лучшему киноактёру второго плана                                         | Звёздный путь 2: Гнев Хана                      | Уолтер Кёниг                                            | Номинация |
| 1983 | Лучшая киноактриса второго плана                                         | Звёздный путь 2: Гнев Хана                      | Кёрсти Элли                                             | Номинация |
| 1983 | Лучший режиссёр                                                          | Звёздный путь 2: Гнев Хана                      | Николас Мейер                                           | Победа    |
| 1983 | Лучший сценарий                                                          | Звёздный путь 2: Гнев Хана                      | Джек Б. Совардс                                         | Номинация |
| 1983 | Лучший художник по костюмам                                              | Звёздный путь 2: Гнев Хана                      | Роберт Флетчер                                          | Номинация |
| 1983 | Лучший грим                                                              | Звёздный путь 2: Гнев Хана                      | Вернер Кепплер, Джеймс Ли Маккой                        | Номинация |
| 1985 | Лучший научно-фантастический фильм                                       | Звёздный путь 3: В поисках Спока                |                                                         | Номинация |
| 1985 | Лучшему актёру кино                                                      | Звёздный путь 3: В поисках Спока                | Уильям Шетнер                                           | Номинация |
| 1985 | Лучшая киноактриса второго плана                                         | Звёздный путь 3: В поисках Спока                | Джудит Андерсон                                         | Номинация |
| 1985 | Лучший режиссёр                                                          | Звёздный путь 3: В поисках Спока                | Леонард Нимой                                           | Номинация |
| 1985 | Лучший художник по костюмам                                              | Звёздный путь 3: В поисках Спока                | Роберт Флетчер                                          | Номинация |
| 1985 | Лучшие спецэффекты                                                       | Звёздный путь 3: В поисках Спока                | Ральф Уинтер                                            | Номинация |
| 1987 | Лучший научно-фантастический фильм                                       | Звёздный путь 4: Путешествие домой              |                                                         | Номинация |
| 1987 | Лучшему актёру кино                                                      | Звёздный путь 4: Путешествие домой              | Леонард Нимой                                           | Номинация |
| 1987 | Лучшему актёру кино                                                      | Звёздный путь 4: Путешествие домой              | Уильям Шетнер                                           | Номинация |
| 1987 | Лучшему киноактёру второго плана                                         | Звёздный путь 4: Путешествие домой              | Джеймс Духан                                            | Номинация |
| 1987 | Лучшему киноактёру второго плана                                         | Звёздный путь 4: Путешествие домой              | Уолтер Кёниг                                            | Номинация |
| 1987 | Лучшая киноактриса второго плана                                         | Звёздный путь 4: Путешествие домой              | Кэтрин Хикс                                             | Номинация |
| 1987 | Лучший режиссёр                                                          | Звёздный путь 4: Путешествие домой              | Леонард Нимой                                           | Номинация |
| 1987 | Лучший сценарий                                                          | Звёздный путь 4: Путешествие домой              | Стив Мирсон, Питер Крайкс, Харви Беннетт, Николас Мейер | Номинация |
| 1987 | Лучший художник по костюмам                                              | Звёздный путь 4: Путешествие домой              | Роберт Флетчер                                          | Победа    |
| 1987 | Лучший грим                                                              | Звёздный путь 4: Путешествие домой              | Уэс Доун, Джефф Доун, Джеймс Ли Маккой                  | Номинация |
| 1987 | Лучшие спецэффекты                                                       | Звёздный путь 4: Путешествие домой              | Кен Ралстон, Майкл Лантьери                             | Победа    |
| 1990 | Лучший телесериал, сделанный для телетрансляции                          | Звёздный путь: Следующее поколение              |                                                         | Победа    |
| 1993 | Лучший научно-фантастический фильм                                       | Звёздный путь 6: Неоткрытая страна              |                                                         | Победа    |
| 1993 | Лучшая киноактриса второго плана                                         | Звёздный путь 6: Неоткрытая страна              | Ким Кэттролл                                            | Номинация |
| 1993 | Лучший сценарий                                                          | Звёздный путь 6: Неоткрытая страна              | Николас Мейер, Денни Мартин Флинн                       | Номинация |
| 1993 | Лучший художник по костюмам                                              | Звёздный путь 6: Неоткрытая страна              | Доди Шепард                                             | Номинация |
| 1993 | Лучший грим                                                              | Звёздный путь 6: Неоткрытая страна              | Майкл Миллс, Эд Френч                                   | Номинация |
| 1995 | Лучший научно-фантастический фильм                                       | Звёздный путь: Поколения                        |                                                         | Номинация |
| 1995 | Лучшая киноактриса второго плана                                         | Звёздный путь: Поколения                        | Вупи Голдберг                                           | Номинация |
| 1997 | Лучший научно-фантастический фильм                                       | Звёздный путь: Первый контакт                   |                                                         | Номинация |
| 1997 | Лучшему актёру кино                                                      | Звёздный путь: Первый контакт                   | Патрик Стюарт                                           | Номинация |
| 1997 | Лучшему киноактёру второго плана                                         | Звёздный путь: Первый контакт                   | Брент Спайнер                                           | Победа    |
| 1997 | Лучшая киноактриса второго плана                                         | Звёздный путь: Первый контакт                   | Элис Криге                                              | Победа    |
| 1997 | Лучший режиссёр                                                          | Звёздный путь: Первый контакт                   | Джонатан Фрейкс                                         | Номинация |
| 1997 | Лучший сценарий                                                          | Звёздный путь: Первый контакт                   | Брэннон Брага, Рональд Д. Мур                           | Номинация |
| 1997 | Лучшая музыка                                                            | Звёздный путь: Первый контакт                   | Джерри Голдсмит                                         | Номинация |
| 1997 | Лучший художник по костюмам                                              | Звёздный путь: Первый контакт                   | Дебора Эвертон                                          | Победа    |
| 1997 | Лучший грим                                                              | Звёздный путь: Первый контакт                   | Майкл Вестмор, Скотт Вилер, Джэйк Гарбер                | Номинация |
| 1997 | Лучшие спецэффекты                                                       | Звёздный путь: Первый контакт                   | Джон Нолл                                               | Номинация |
| 1997 | Лучший телесериал, сделанный для кабельного телевидения                  | Звёздный путь: Глубокий космос 9                |                                                         | Номинация |
| 1997 | Лучшему телеактёру                                                       | Звёздный путь: Глубокий космос 9                | Эвери Брукс                                             | Номинация |
| 1998 | Лучший телесериал, сделанный для кабельного телевидения                  | Звёздный путь: Глубокий космос 9                |                                                         | Номинация |
| 1998 | Лучшей телеактрисе                                                       | Звёздный путь: Вояджер                          | Кейт Малгрю                                             | Победа    |
| 1998 | Лучшей телеактрисе                                                       | Звёздный путь: Вояджер                          | Джери Райан                                             | Номинация |
| 1999 | Лучший научно-фантастический фильм                                       | Звёздный путь: Восстание                        |                                                         | Номинация |
| 1999 | Лучший грим                                                              | Звёздный путь: Восстание                        | Майкл Вестмор                                           | Номинация |
| 1999 | Лучший телесериал, сделанный для кабельного телевидения                  | Звёздный путь: Глубокий космос 9                |                                                         | Номинация |
| 1999 | Лучшей телеактрисе                                                       | Звёздный путь: Вояджер                          | Кейт Малгрю                                             | Номинация |
| 1999 | Лучшей телеактрисе                                                       | Звёздный путь: Вояджер                          | Джери Райан                                             | Номинация |
| 2000 | Лучший телесериал, сделанный для кабельного телевидения                  | Звёздный путь: Глубокий космос 9                |                                                         | Номинация |
| 2000 | Лучшей телеактрисе                                                       | Звёздный путь: Вояджер                          | Кейт Малгрю                                             | Номинация |
| 2000 | Лучшему телеактёру второго плана                                         | Звёздный путь: Вояджер                          | Роберт Пикардо                                          | Номинация |
| 2000 | Лучшей телеактрисе второго плана                                         | Звёздный путь: Вояджер                          | Джери Райан                                             | Номинация |
| 2001 | Лучшей телеактрисе                                                       | Звёздный путь: Вояджер                          | Кейт Малгрю                                             | Номинация |
| 2001 | Лучшей телеактрисе второго плана                                         | Звёздный путь: Вояджер                          | Джери Райан                                             | Победа    |
| 2002 | Лучшему телеактёру                                                       | Звёздный путь: Энтерпрайз                       | Скотт Бакула                                            | Номинация |
| 2002 | Лучшему телеактёру второго плана                                         | Звёздный путь: Энтерпрайз                       | Коннор Триннир                                          | Номинация |
| 2002 | Лучшей телеактрисе второго плана                                         | Звёздный путь: Энтерпрайз                       | Джолин Блэлок                                           | Победа    |
| 2002 | Лучшее DVD-издание классического фильма                                  | Звёздный путь: Фильм                            |                                                         | Номинация |
| 2002 | Лучшее DVD-издание телесериала                                           | Звёздный путь: Следующее поколение (сезоны 1-7) |                                                         | Победа    |
| 2003 | Лучший научно-фантастический фильм                                       | Звёздный путь: Возмездие                        |                                                         | Номинация |
| 2003 | Лучшему киноактёру второго плана                                         | Звёздный путь: Возмездие                        | Том Харди                                               | Номинация |
| 2003 | Лучший художник по костюмам                                              | Звёздный путь: Возмездие                        | Боб Рингвуд                                             | Номинация |
| 2003 | Лучший грим                                                              | Звёздный путь: Возмездие                        | Майкл Вестмор                                           | Номинация |
| 2003 | Лучшему телеактёру                                                       | Звёздный путь: Энтерпрайз                       | Скотт Бакула                                            | Номинация |
| 2003 | Лучшему телеактёру второго плана                                         | Звёздный путь: Энтерпрайз                       | Коннор Триннир                                          | Номинация |
| 2003 | Лучшей телеактрисе второго плана                                         | Звёздный путь: Энтерпрайз                       | Джолин Блэлок                                           | Номинация |
| 2003 | Лучшее DVD-издание классического фильма                                  | Звёздный путь 2: Гнев Хана                      |                                                         | Номинация |
| 2004 | Лучшему телеактёру                                                       | Звёздный путь: Энтерпрайз                       | Скотт Бакула                                            | Номинация |
| 2004 | Лучшей телеактрисе второго плана                                         | Звёздный путь: Энтерпрайз                       | Джолин Блэлок                                           | Номинация |
| 2007 | Лучшее DVD-издание классического телесериала                             | Звёздный путь: Анимационный сериал              |                                                         | Номинация |
| 2010 | Лучший научно-фантастический фильм                                       | Звёздный путь                                   |                                                         | Номинация |
| 2010 | Лучший режиссёр                                                          | Звёздный путь                                   | Джей Джей Абрамс                                        | Номинация |
| 2010 | Лучший сценарий                                                          | Звёздный путь                                   | Алекс Куртцман, Роберто Орси                            | Номинация |
| 2010 | Лучший грим                                                              | Звёздный путь                                   | Барни Бурман, Минди Холл, Джоэл Харлоу                  | Победа    |
| 2010 | Лучшие спецэффекты                                                       | Звёздный путь                                   | Роджер Гайетт, Расселл Эрл, Поль Каванаг, Бёрт Далтон   | Номинация |
| 2010 | Лучший DVD-сборник                                                       | Звёздный путь                                   |                                                         | Победа    |
| 2012 | Лучшее DVD-издание телесериала                                           | Звёздный путь: Следующее поколение (сезоны 1-2) |                                                         | Победа    |
| 2013 | Лучшее DVD-издание телесериала                                           | Звёздный путь: Следующее поколение (сезоны 3-5) |                                                         | Победа    |
| 2014 | Лучший научно-фантастический фильм                                       | Стартрек: Возмездие                             |                                                         | Номинация |
| 2014 | Лучшему киноактёру второго плана                                         | Стартрек: Возмездие                             | Бенедикт Камбербэтч                                     | Номинация |
| 2014 | Лучший режиссёр                                                          | Стартрек: Возмездие                             | Джей Джей Абрамс                                        | Номинация |
| 2014 | Лучший художник по костюмам                                              | Стартрек: Возмездие                             | Майкл Каплан                                            | Номинация |
| 2014 | Лучшие спецэффекты                                                       | Стартрек: Возмездие                             | Роджер Гайетт, Патрик Табач, Бен Гроссман, Бёрт Далтон  | Номинация |
| 2017 | Лучший научно-фантастический фильм                                       | Стартрек: Бесконечность                         |                                                         | Номинация |
| 2017 | Лучшему актёру кино                                                      | Стартрек: Бесконечность                         | Крис Пайн                                               | Номинация |
| 2017 | Лучшему киноактёру второго плана                                         | Стартрек: Бесконечность                         | Закари Куинто                                           | Номинация |
| 2017 | Лучший грим                                                              | Стартрек: Бесконечность                         | Моника Хапперт, Джоэль Харлоу                           | Победа    |
| 2018 | Лучший телесериал, выпущенный новыми медиа                               | Звёздный путь: Дискавери                        |                                                         | Победа    |
| 2018 | Лучший телеактёр                                                         | Звёздный путь: Дискавери                        | Джейсон Айзекс                                          | Номинация |
| 2018 | Лучшая телеактриса                                                       | Звёздный путь: Дискавери                        | Соникуа Мартин-Грин                                     | Победа    |
| 2018 | Лучший телеактёр второго плана                                           | Звёздный путь: Дискавери                        | Даг Джонс                                               | Номинация |
| 2018 | Лучшая гостевая роль в телесериале                                       | Звёздный путь: Дискавери                        | Мишель Йео                                              | Номинация |
| 2019 | Лучший стриминговый сериал в жанрах научная фантастика, экшн или фэнтези | Звёздный путь: Дискавери                        |                                                         | Победа    |
| 2019 | Лучшая актриса стримингового телевидения                                 | Звёздный путь: Дискавери                        | Соникуа Мартин-Грин                                     | Победа    |
| 2019 | Лучший актёр второго плана стримингового телевидения                     | Звёздный путь: Дискавери                        | Даг Джонс                                               | Победа    |
| 2019 | Лучший актёр второго плана стримингового телевидения                     | Звёздный путь: Дискавери                        | Уилсон Крус                                             | Номинация |
| 2019 | Лучший актёр второго плана стримингового телевидения                     | Звёздный путь: Дискавери                        | Итан Пек                                                | Номинация |

### ПремияАмериканского общества композиторов, авторов и издателей
| Год  | Категория                             | Фильм                              | Номинант(ы)     | Результат |
| ---- | ------------------------------------- | ---------------------------------- | --------------- | --------- |
| 1995 | Лучшая музыка в телевизионном сериале | Звёздный путь: Следующее поколение | Джей Чатавэй    | Победа    |
| 1995 | Лучшая музыка в телевизионном сериале | Звёздный путь: Следующее поколение | Дэннис Маккарти | Победа    |

### Премия Британской ассоциации научной фантастики
| Год  | Категория         | Фильм                              | Номинант(ы) | Результат |
| ---- | ----------------- | ---------------------------------- | ----------- | --------- |
| 1991 | Лучшая постановка | Звёздный путь: Следующее поколение |             | Номинация |
| 1992 | Лучшая постановка | Звёздный путь: Следующее поколение |             | Номинация |

## Внешние ссылки
- Официальный сайт сериала
- Вики Memory Alpha, посвящённая «Звёздному пути»
- Награды за «Оригинальный сериал» на IMDB
- Награды за «Следующее поколение» на IMDB
- Награды за «Глубокий космос 9» на IMDB
- Награды за «Вояджер» на IMDB
- Награды за «Энтерпрайз» на IMDB
- Награды за «Дискавери» на IMDB
- Награды за «Короткометражки» на IMDB